# Maner Lualdi
Maner Lualdi (Milano, 23 dicembre 1912 – Trieste, 13 settembre 1968) è stato un aviatore, giornalista e regista italiano.

## Biografia
Maner Lualdi, figlio del direttore d'orchestra Adriano e di Wanda Stabile de Sailmberg, giovanissimo si arruoló nel 1935 come ufficiale pilota nella guerra d'Etiopia, inquadrato nella 15ª Squadriglia da bombardamento Caproni La Disperata comandata da Galeazzo Ciano.
Tra il 1937 e il 1938 divenne famoso per un raid aereo da Torino a Rawalpindi, sulle pendici dell'Himalaya, a bordo di un Caproni Ca.310, durante il quale percorse 24.000 km in 54 ore, stabilendo un nuovo record. 

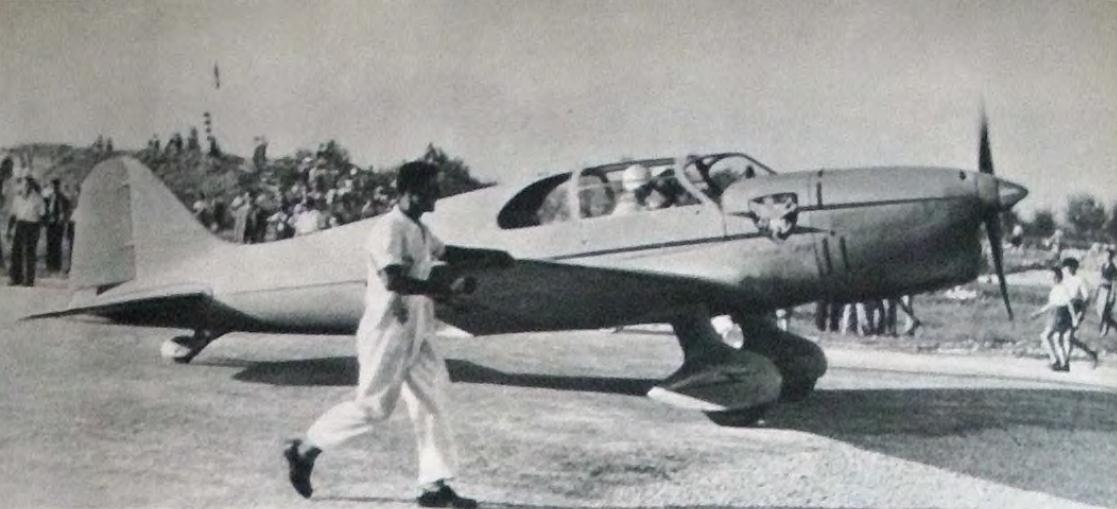
Il SAI Ambrosini S.1001 Grifo marche I-ASSI "Angelo dei bimbi" che condusse in coppia con Leonardo Bonzi

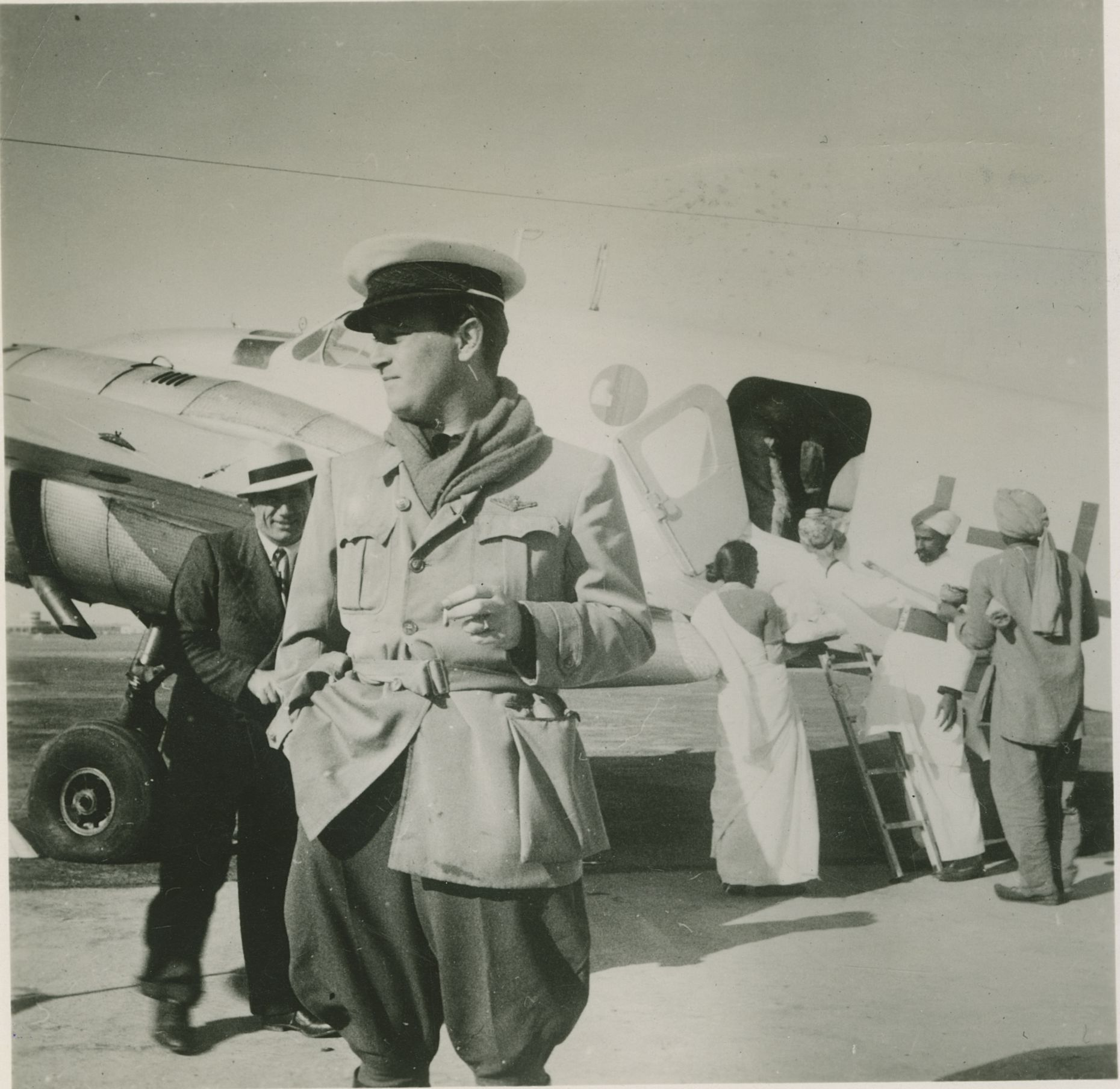
Manuer Lualdi atterrato a Delhi nel corso del raid aereo Torino-Rawalpindi

Ricoprì l'incarico di redattore per conto dei quotidiani La Stampa prima e Corriere della Sera poi, abbinando la propria passione per l'aviazione alla professione, scrivendo servizi e libri sui numerosi viaggi intrapresi ai comandi del proprio velivolo (tra cui il "Raid Milano-Buenos Aires" con l'Angelo di bimbi nel 1948).
Si interessò anche del fenomeno dei Dischi volanti, a seguito di una sua personale esperienza con l'avvistamento nello spazio aereo dell'aeroporto Forlanini di Linate di un disco volante rosseggiante, assieme ad altri esperti ingegneri e piloti tra cui l'ing. Nardi dello stabilimento aeronautico Nardi. Scrisse diversi articoli e curò la prefazione del libro di Aimé Michel L'enigma dei dischi volanti. Diresse per alcuni anni il mensile Corriere dello Spazio.
Lualdi è stato anche il capo-spedizione del "Raid della Fratellanza e della Pace Roma-Pechino" svoltosi dal dicembre 1967 al maggio 1968, il Raid si concluse a Canton a causa dell'ostracismo delle autorità cinesi che non permisero a tutti i partecipanti di entrare a Pechino; fu la sua ultima impresa che, però, non ebbe molta eco e finì nel dimenticatoio. Non è chiaro se e quanto fosse in buona salute alla partenza della manifestazione, però, in ogni caso, le difficoltà politico-organizzative incontrate non gli fecero bene; pochi mesi dopo la fine del raid, in età non avanzata, quasi improvvisamente morì.
La sua poliedricità lo avvicinò al mondo del teatro, dell'opera lirica e del cinema, portandolo a dirigere ed organizzare compagnie teatrali, rappresentando nuove opere e realizzando alcuni film.

## Prosa televisiva Rai
- Aeroporto, di Achille Campanile, trasmesso il 2 marzo 1956.
- Resisté, di Indro Montanelli, trasmesso il 20 marzo 1956.
- L'avaro, di Molière, trasmesso il 27 dicembre 1963.
- Alla moda, di Dino Falconi e Oreste Biancoli, trasmesso il 26 aprile 1964.
- Edipo re, di Sofocle, trasmesso il 10 agosto 1966.
- Edipo a Colono, di Sofocle, trasmesso il 17 agosto 1966.
- Sogno (ad occhi aperti) di una notte di mezza estate, di Achille Campanile, trasmesso il 23 dicembre 1967.
- Un giorno d'aprile, di Alberto Perrini, trasmesso il 30 dicembre 1967.
- Coincidenza secondo binario, di Aldo De Benedetti, trasmesso il 30 dicembre 1967.